# Memorial de Guerra (Monmouth)
El Monumento de Guerra Monmouth (en inglés: Monmouth War Memorial) conmemora a los  caídos de Monmouth en la Primera y Segunda Guerra Mundial. El monumento se encuentra en Monmouth, Gales. Se ubica en el centro de la plaza St. James, a la rotonda de la calle Whitecross y la calle St. James. El árbol Catalpa detrás del cenotafio fue importado de América del Norte y plantado alrededor de 1900. En el momento de la inauguración del monumento en 1921, la Catalpa ya era un árbol maduro. Hay plantaciones formales en los tres lados del monumento.El Memorial fue erigido en 1921, diseñado por Reginald Harding y tallado por W Clarke de Llandaff. El monumento, las plantaciones, y el césped adyacente están rodeados por una verja. 